# Полька Евы
По́лька Е́вы (Е́вина по́лька, Финская полька, Савитайпалийская полька; фин. Ievan Polkka, Ievan Polokka, иногда, вследствие схожести прописной лат. «I» и строчной лат. «l», ошибочно Levan Polkka) — финская песня (полька) на слова Эйно Кеттунена. Исполняется на савоском диалекте финского языка.

## Происхождение мелодии
Происхождение мелодии может быть отслежено до Выборгской провинции в XVIII веке после того, как эти территории были утрачены королевством Швеции, а количество русских солдат, расположенных на границе, численно превосходило местное население в течение многих десятилетий. В начале XIX века все собиратели финских народных песен и танцев отмечали, что танцы из области Луумяки-Савитайпале были русского происхождения, и поэтому они их не записывали. Местные жители, сведущие в народной музыке, также отмечают, что мелодия очень старая и, скорее всего, была известна на начало XIX века, а, следовательно, имеет ещё более раннее происхождение. Мелодия песни практически повторяет известную в западной России мелодию смоленского «Гусачка».

## Популярность
С момента своего написания (начало 1930-х годов) «Полька Евы» неоднократно исполнялась со сцены различными исполнителями, но оставалась слабо известной широкой аудитории.
Ситуация резко изменилась после того, как финская группа Loituma записала в 1995 году многоголосную а-капелльную версию песни. Помимо основных шести куплетов песни, ведущую партию в которых исполнила Анита Лехтола, Ханни-Мари Турунен спела в ней шуточную интермедию, представляющую собой бессмысленный набор звуков с редкими вкраплениями финских фраз. В разных концертах они исполняли этот скэт по-разному.
После выпуска группой Loituma в 1995 году альбома Loituma (переизданного в США в 1998 году под названием Things of Beauty), в который вошла «Полька Евы», песня завоевала популярность финской аудитории и вошла в финские музыкальные рейтинги.
Истинное признание пришло к песне в конце апреля 2006 года, когда на просторах Интернета появился флеш-ролик, состоящий из интермедии песни и краткого комичного отрывка из аниме «Bleach». По приблизительной русской транскрипции первых слов интермедии в России мем стал известен под названием «Як цуп цоп».
Также огромной популярностью стал пользоваться фрагмент выступления группы Loituma в программе «NewsNight» американской телекомпании TPT, вещающей из Миннеаполиса (штат Миннесота, США). В этой передаче, вышедшей в эфир 17 апреля 2000 года, они исполнили «Польку Евы», стоя в студии перед микрофонами. Характерный облик членов группы и весёлый характер исполнения песни также внесли существенный вклад в её популярность.
В 2007 году была выпущена кавер-версия песни от вокалоида Мику Хацунэ.
В 2012 году появился ещё один вариант песни — фолк-металлический, в исполнении финской группы Korpiklaani. Он отличается немного ускоренным исполнением и сильно утяжелённой мелодией в сочетании с хриплым голосом вокалиста.
В 2015 году в видеоигре Just Dance 2016 появился танец «Ievan Polkka», в котором главная героиня — Мику Хацунэ.
В конце 2023 года группой Guzowianki из Польши на YouTube был выпущен кавер «Ech, poleczko» на польском языке, набравший более 10 миллионов просмотров.

## Исполнители
- Матти Юрва (1937)
- Онни Лайханен (1947)
- Йорма Икявалко (1950)
- «Lumberjack band» (1952)
- Нумми Кваретти (1953)
- Артту Суунтала (1966)
- Яакко Сало (1971)
- Паули Рясянен (1972)
- Spiritual Seasons (1994)[источник не указан 1933 дня]
- Loituma (1995)[4]
- Kuplettiryhmä (1998)
- Holly Dolly (2006)
- Персонажи программы Vocaloid: Хацунэ Мику, Йоване Хаку, Мегуринэ Лука, Кагаминэ Рин, Кайто (2007)
- Kuunkuiskaajat (2010)
- Ангел А & DJ Slon (2010, хотя был записан в 2006—2007)[5]
- Korpiklaani (2012)
- «Отава Ё» (2013) (эта версия использовалась в серии «Смешариков» «Пинляндия»)
- TUULETAR (2018)[6]
- Guzowianki (2023)[7]

Польку также можно услышать в фильмах «Особенности национальной охоты» и «Особенности национальной рыбалки» в исполнении героя Вилле Хаапасало.